# Castel Giorgio
Castel Giorgio est une commune italienne d'environ 2 200 habitants, située dans la province de Terni, dans la région Ombrie, en Italie centrale.

## Administration
| Période                                  | Période | Identité       | Étiquette                    | Qualité |
| ---------------------------------------- | ------- | -------------- | ---------------------------- | ------- |
| 2013                                     |         | Andrea Garbini | Lista civica di centrodestra |         |
| Les données manquantes sont à compléter. |         |                |                              |         |

### Communes limitrophes
Acquapendente, Bolsena, Castel Viscardo, Orvieto, San Lorenzo Nuovo